# Ињаки Агилар
Ињаки Агилар (шп. Iñaki Aguilar; Барселона, 9. септембар 1983) шпански је ватерполиста. Тренутно наступа за Сабадељ. Игра на позицији голмана.
Са репрезентацијом Шпаније је освојио сребрну медаљу на Светском првентву 2009. у Риму, бронзану медаљу на Светском првентву 2007. у Мелбурну и бронзану медаљу на Европском првенству у ватерполу 2006. у Београду.